# ハーシェル・グロスマン
ハーシェル・グロスマン（英: Herschel I. Grossman、1939年3月6日 - 2004年10月9日）は、アメリカ合衆国ペンシルヴァニア州フィラデルフィア生まれの経済学者である。ブラウン大学教授で、専攻はマクロ経済学、政治経済学であった。

## 略歴
- 1939年　ペンシルヴァニア州フィラデルフィアで生まれる。
- Central High Schoolに通う。
- 1960年　ヴァージニア大学を卒業する（a bachelor of arts）。
- 1962年　オクスフォード大学よりB.Phil.を得る。
- 1964年　ブラウン大学で教え始める。
- 1965年　ジョンズ・ホプキンズ大学よりPh.D.を得る。
- 1980年　ブラウン大学で教授（Merton P. Stultz Professor in the Social Sciences）となる。
- 1982年-1991年　ブラウン大学経済学部長となる（1985年～1986年の間の短期を除く）。
- 2004年　フランスのマルセイユでの会議に出席している時に死亡（65歳）。

## 業績
- 1970年代にロバート・バローと共に行った一般不均衡に関する研究
- 争いの研究（the study of conflict）を含む政治経済学
- 財産権の研究
- 集中を排除する所有権と中央集権的権威の間のトレードオフの研究

## 主な著作
- A General Diseqilibrium Model of Income and Employment, with Robert Barro, American Economic Review, March 1971.
- Suppressed Inflation and the Supply Multiplier, with Robert Barro, Review of Economic Studies, January 1974.
- Barro,Robert J. & Grossman,Herschel I.,  "Money, Employment, and Inflation," Cambridge Books, Cambridge University Press, 2008 (First edition 1976).